# Entidades intermunicipais de Portugal

As entidades intermunicipais em 2013.

As Entidades intermunicipais de Portugal foram criadas pela Lei n.º 75/2013, de 12 de setembro, que também estabeleceu o regime jurídico das autarquias locais, o regime jurídico da transferência de competências do Estado para as autarquias locais e para as entidades intermunicipais e ainda o regime jurídico do associativismo autárquico.
De acordo com a lei, as entidades intermunicipais correspondem a associações livres de municípios, e assumem duas designações:
- Comunidade Intermunicipal;
- Área Metropolitana.

Em termos jurídicos, referem-se à livre associação de municípios, dentro do enquadramento jurídico nacional, mediante a criação de uma entidade local superior, à qual os municípios associados delegam parte das funções ou competências que lhes são conferidas pela lei, com o objectivo de prestar serviços a todos os seus membros.
São formas associativas não territoriais; portanto os municípios que as compõem não são necessariamente contíguos. O que as entidades intermunicipais requerem é que seus objectivos sejam claros, que haja orçamento e órgãos de gestão próprios, independentes dos municípios participantes.
As entidades intermunicipais gozam de personalidade jurídica própria para o cumprimento dos fins a que se destinam, podendo existir por tempo indeterminado ou por tempo determinado para a realização de tarefas concretas.
As áreas geográficas das entidades intermunicipais correspondem às NUTS III.

## Competências
De acordo com a Lei-quadro da transferência de competências para as autarquias locais e para as entidades intermunicipais (Lei n.º 50/2018 de 16 de Agosto), as entidades intermunicipais têm competências para:
- planeamento intermunicipal da rede de transporte escolar;
- planeamento da oferta educativa de nível supramunicipal;
- definição da rede de unidades de cuidados de saúde primários e de unidades de cuidados continuados de âmbito intermunicipal;
- definição da rede dos quartéis de bombeiros voluntários;
- definição da rede dos julgados de paz;
- participação em acções ou projectos de reinserção social de jovens e adultos, violência doméstica, rede dos julgados de paz e apoio às vítimas de crimes;
- desenvolvimento da promoção turística interna sub-regional;
- gestão dos portos de âmbito regional;
- designar os vogais representantes dos municípios nos conselhos de região hidrográfica;
- gerir projetos financiados com fundos europeus;
- gerir programas de captação de investimento.

## Lista
De acordo com a Lei n.º 75/2013 de 12 de setembro, as atuais entidades intermunicipais são 23:
- Comunidade Intermunicipal do Alentejo Central
- Comunidade Intermunicipal do Alentejo Litoral
- Comunidade Intermunicipal do Algarve
- Comunidade Intermunicipal do Alto Alentejo
- Comunidade Intermunicipal do Alto Minho
- Comunidade Intermunicipal do Alto Tâmega
- Área Metropolitana de Lisboa
- Área Metropolitana do Porto
- Comunidade Intermunicipal do Ave
- Comunidade Intermunicipal do Baixo Alentejo
- Comunidade Intermunicipal da Beira Baixa
- Comunidade Intermunicipal das Beiras e Serra da Estrela
- Comunidade Intermunicipal do Cávado
- Comunidade Intermunicipal do Douro
- Comunidade Intermunicipal da Lezíria do Tejo
- Comunidade Intermunicipal do Médio Tejo
- Comunidade Intermunicipal do Oeste
- Comunidade Intermunicipal da Região de Aveiro
- Comunidade Intermunicipal da Região de Coimbra
- Comunidade Intermunicipal da Região de Leiria
- Comunidade Intermunicipal do Tâmega e Sousa
- Comunidade Intermunicipal das Terras de Trás-os-Montes
- Comunidade Intermunicipal Viseu Dão Lafões

## Mapas de localização e ligações externas

Entidades Intermunicipais de Portugal
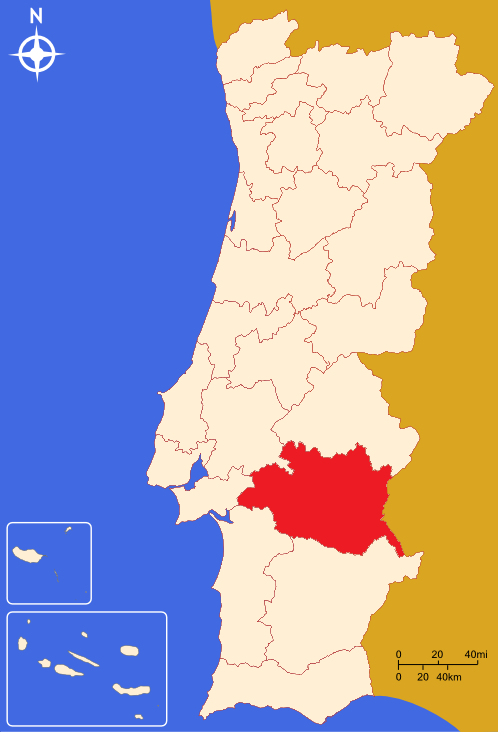
Alentejo Central
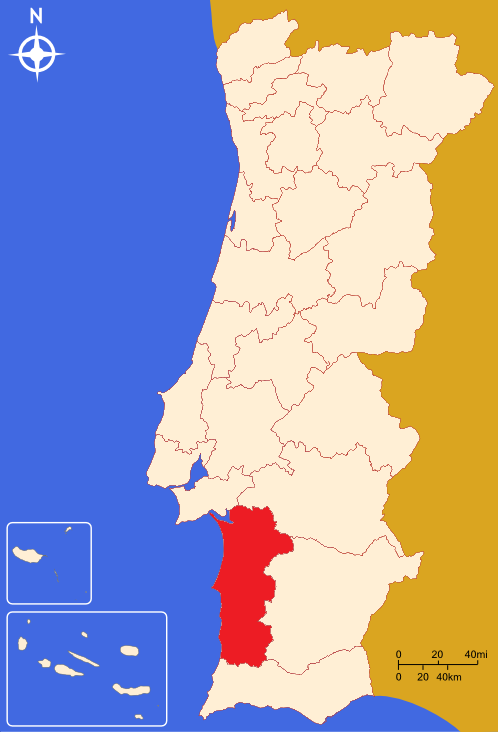
Alentejo Litoral
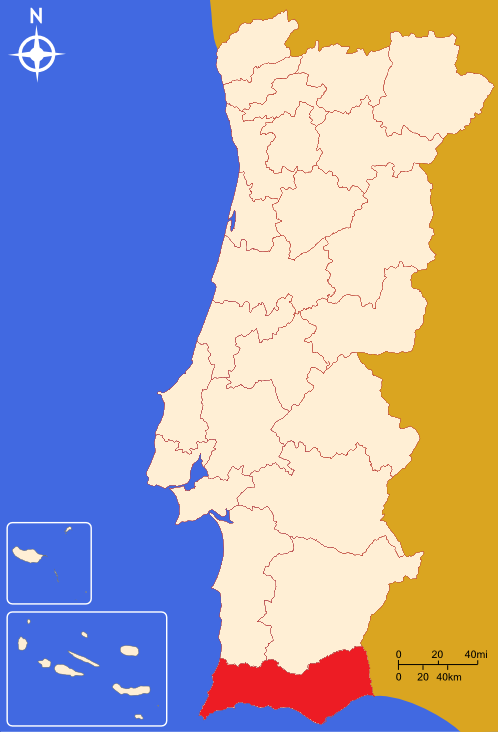
Algarve
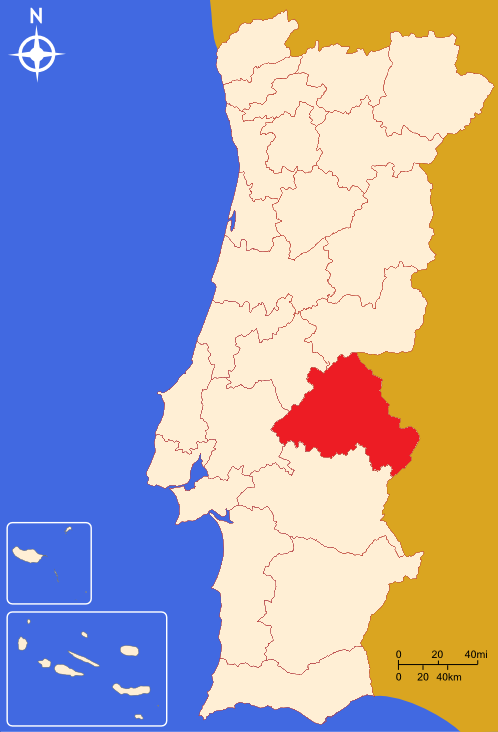
Alto Alentejo

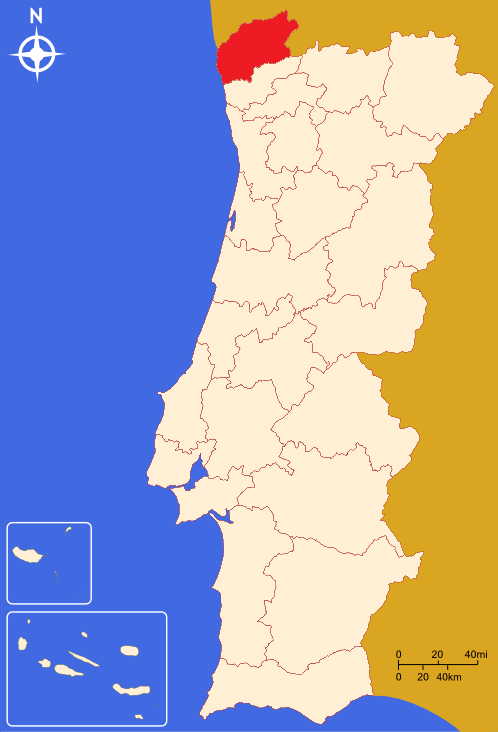
Alto Minho
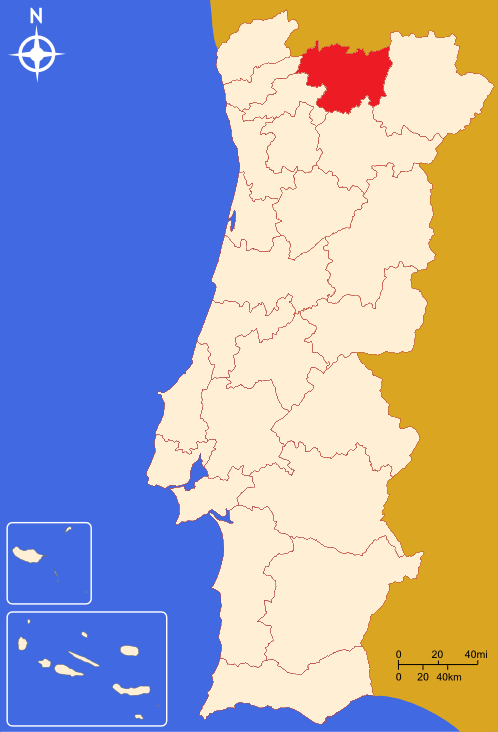
Alto Tâmega e Barroso
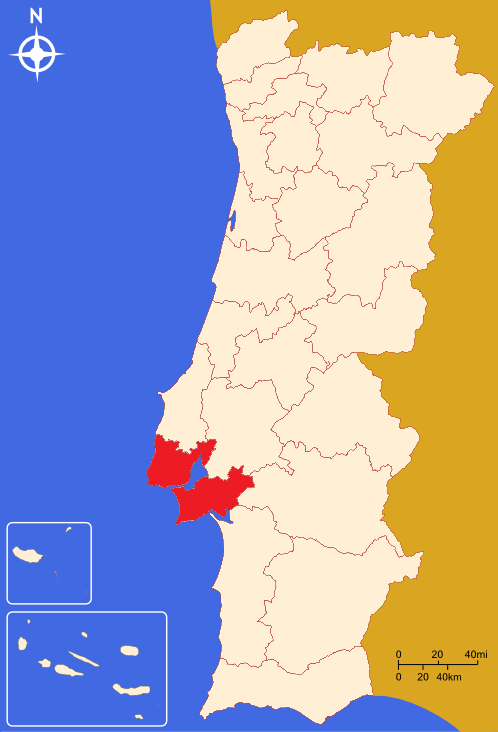
Área Metropolitana de Lisboa
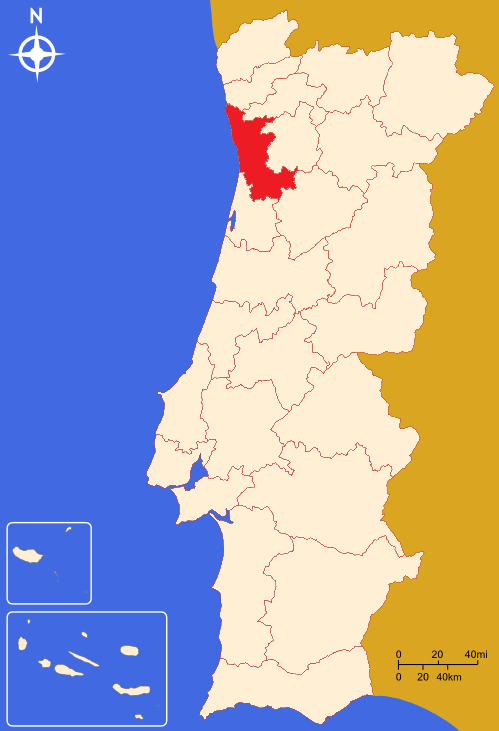
Área Metropolitana do Porto
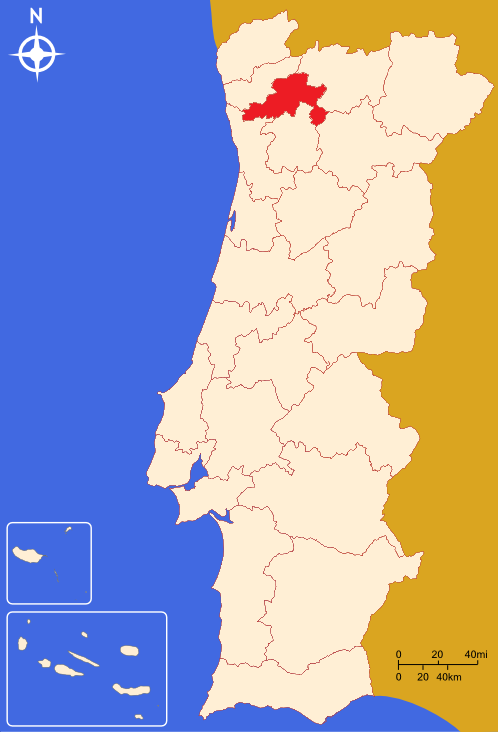
Ave

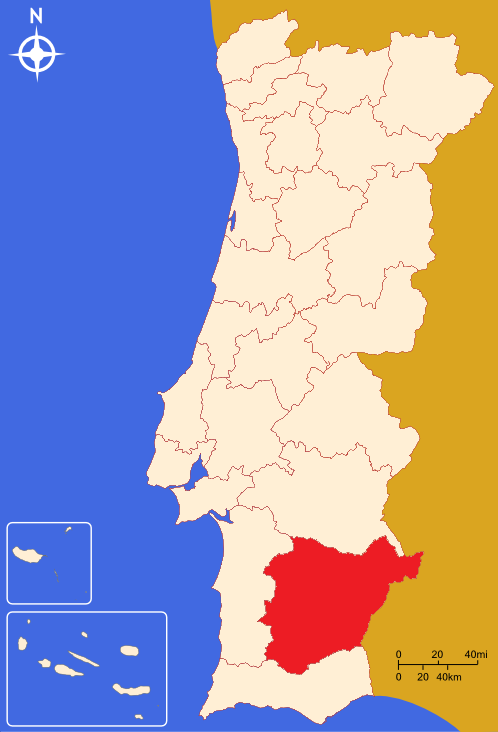
Baixo Alentejo
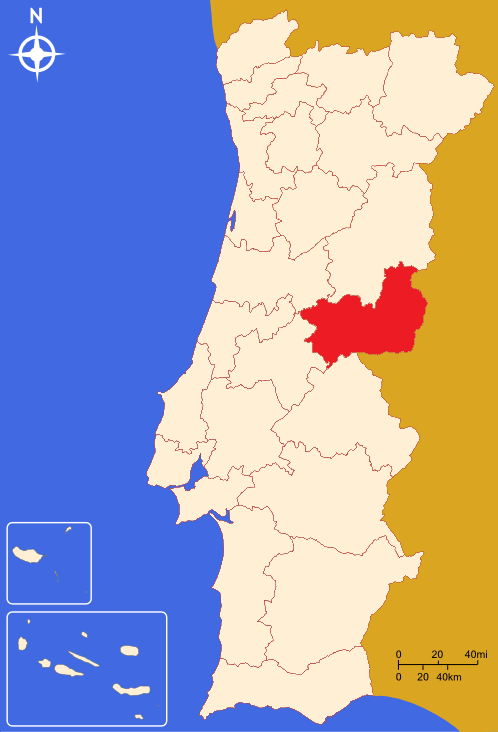
Beira Baixa
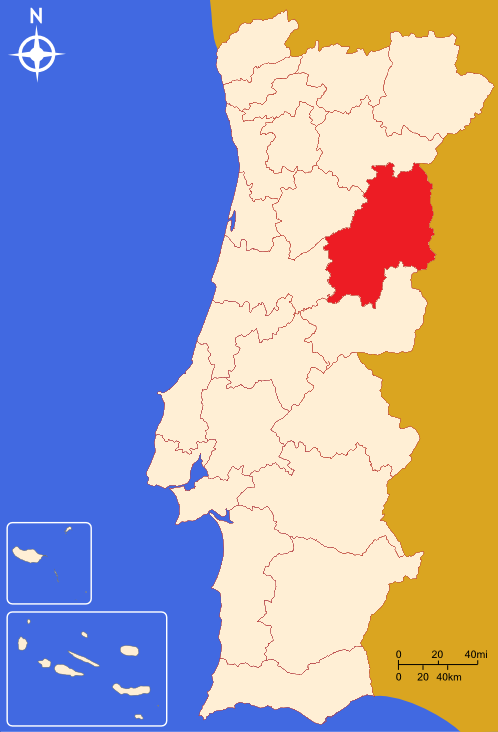
Beiras e Serra da Estrela
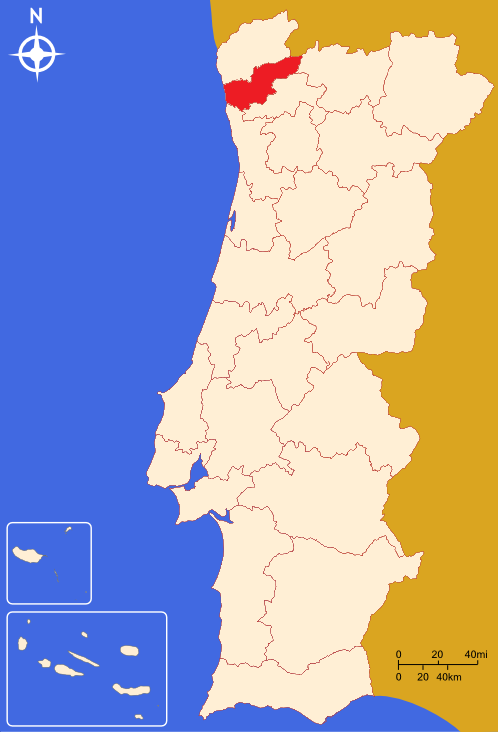
Cávado
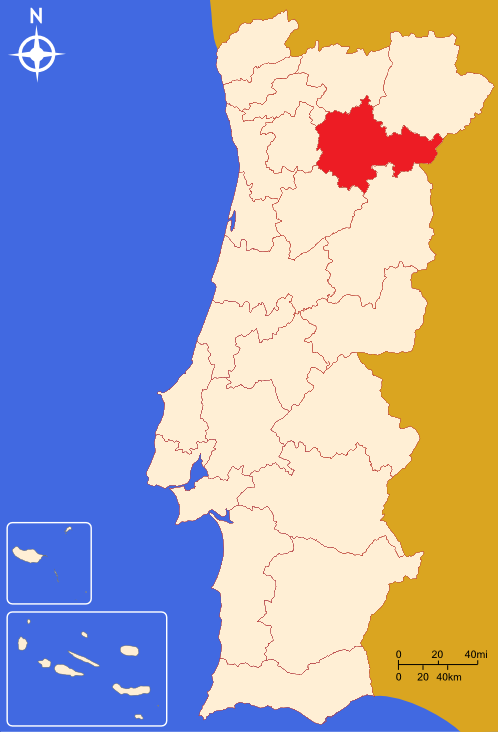
Douro

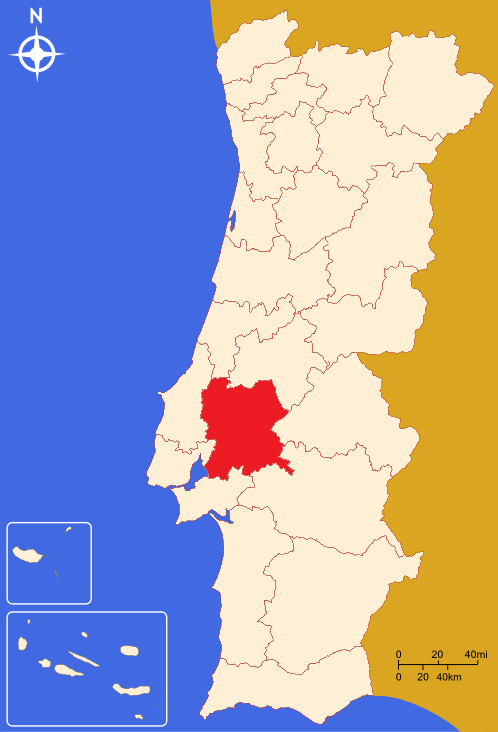
Lezíria do Tejo
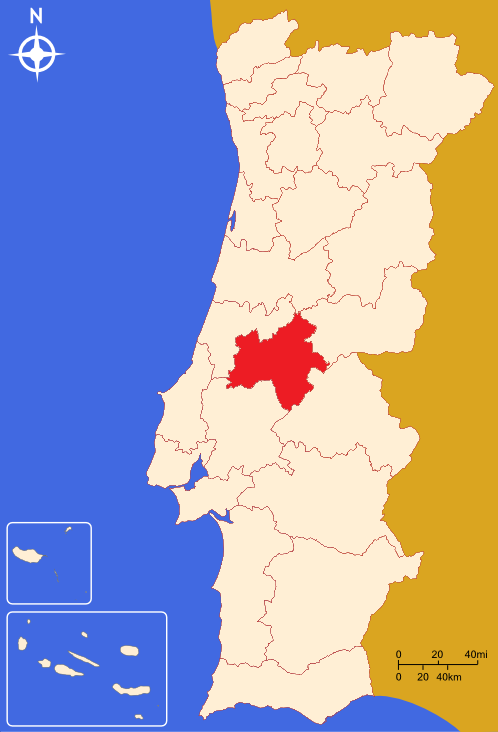
Médio Tejo
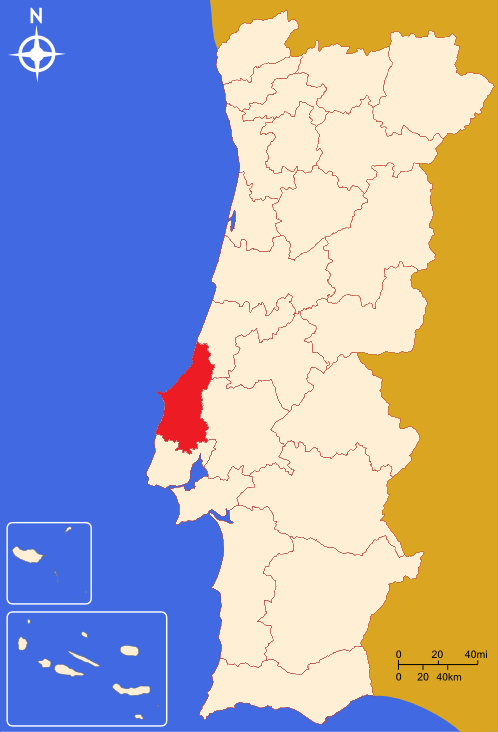
Oeste
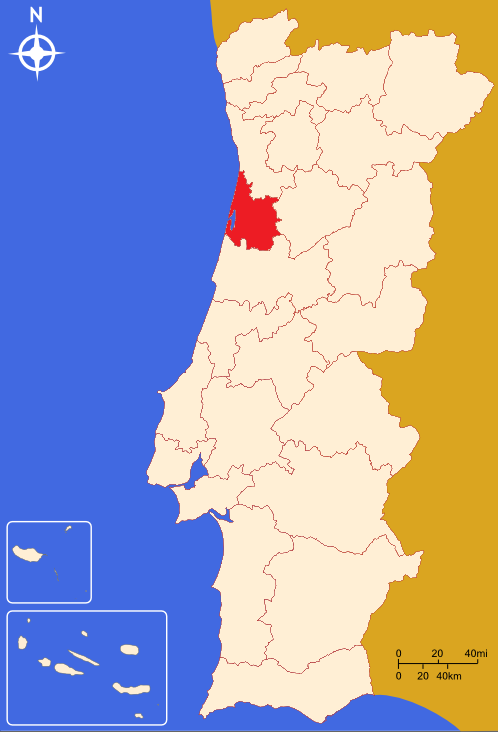
Região de Aveiro
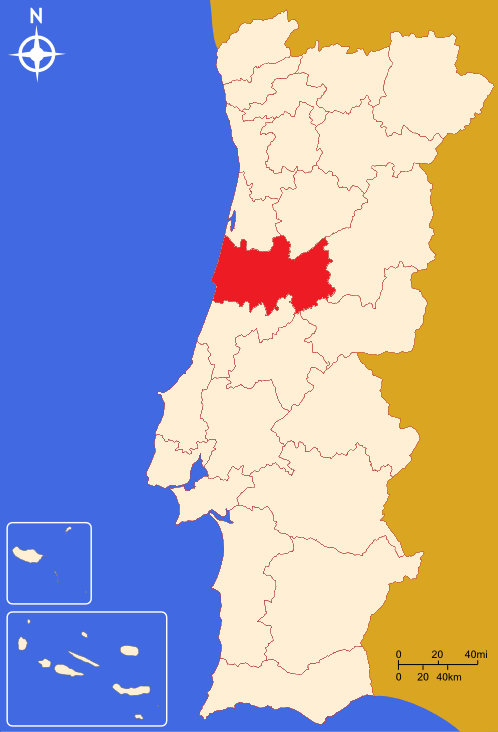
Região de Coimbra

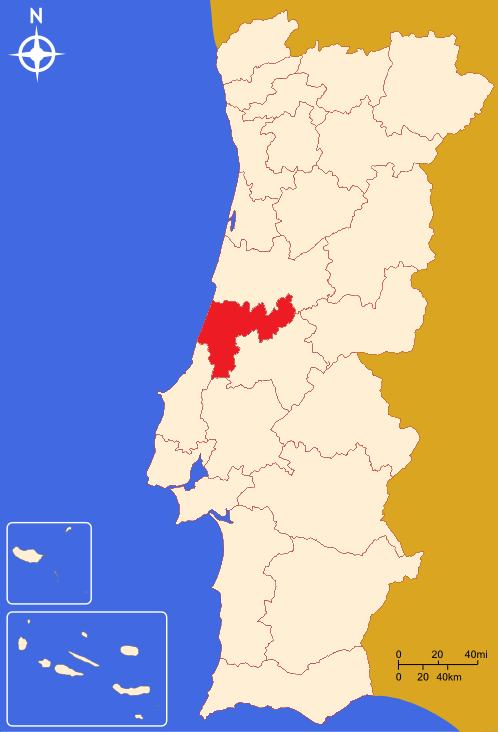
Região de Leiria
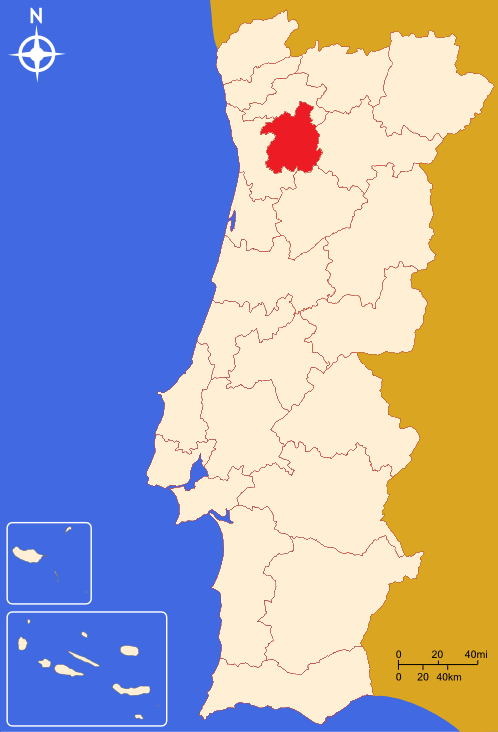
Tâmega e Sousa
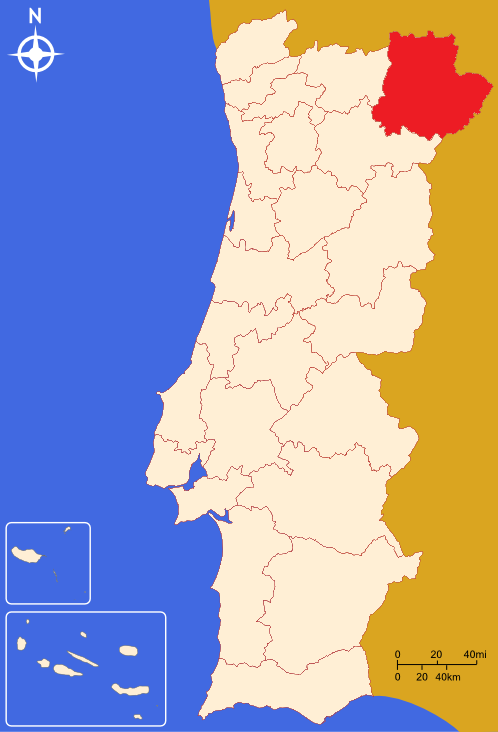
Terras de Trás-os-Montes
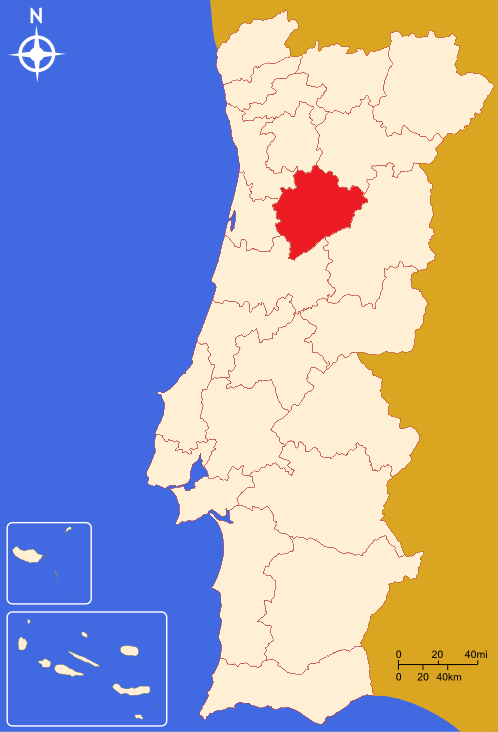
Viseu Dão Lafões